# Aziatische conische hoed

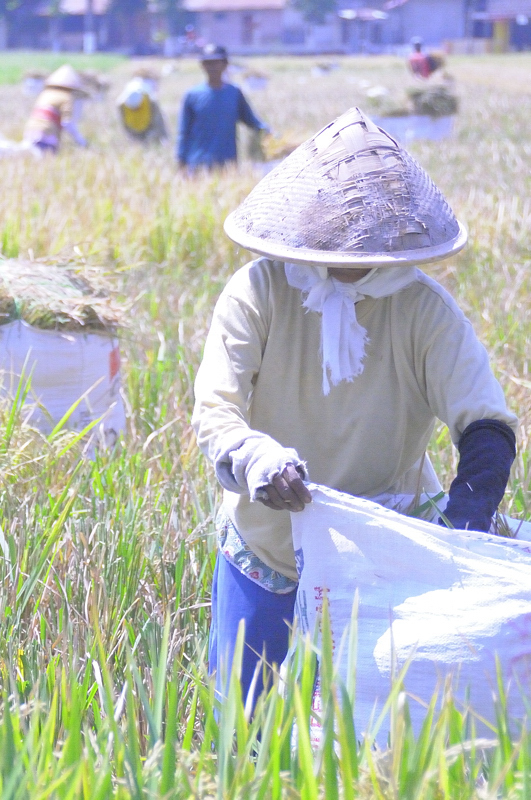
Caping gedragen door een boer in Indonesië.

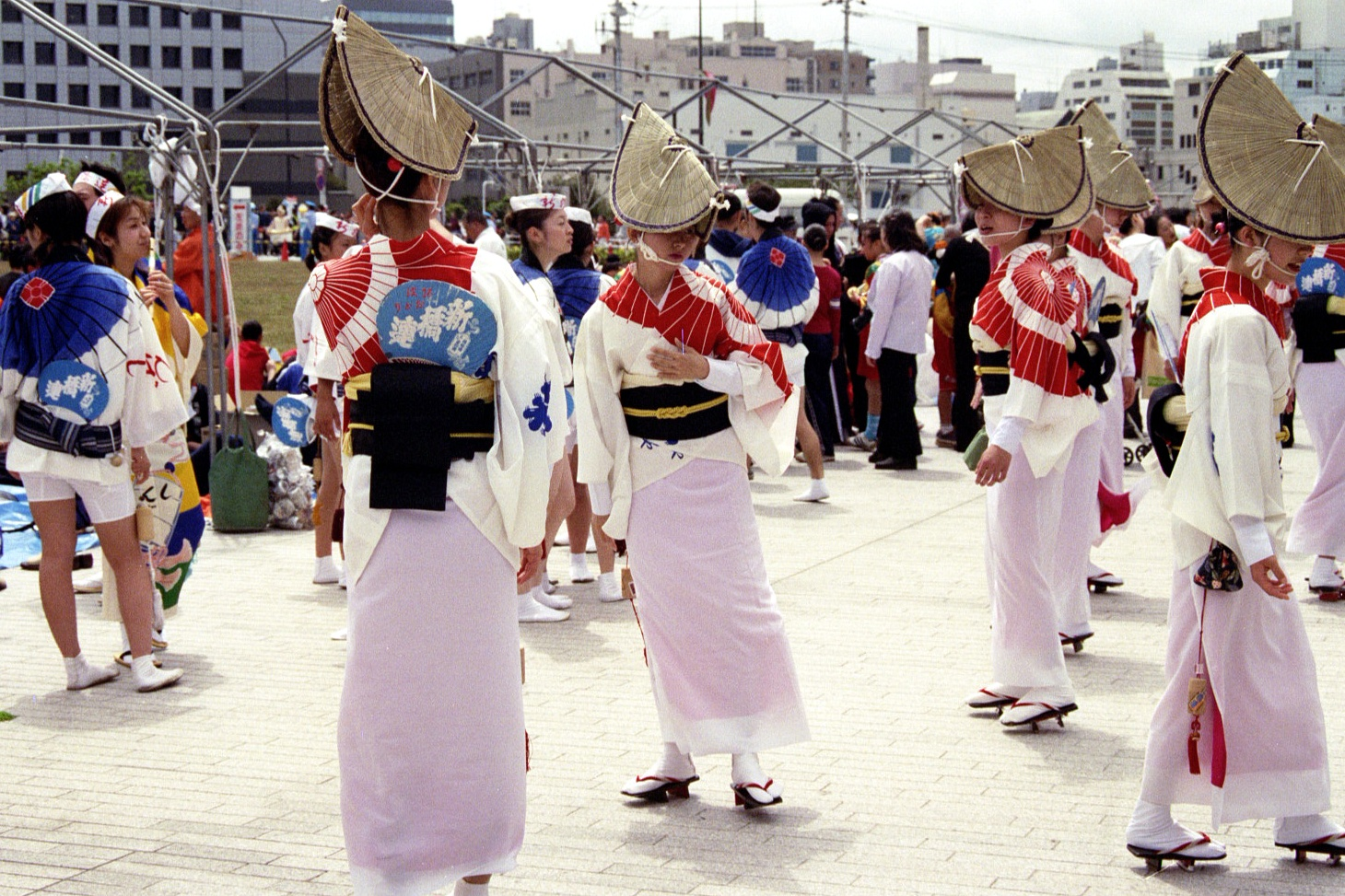
Deze vrouwen dragen een Amigasa (een type kasa) tijdens het Awa Dansfestival in Japan.

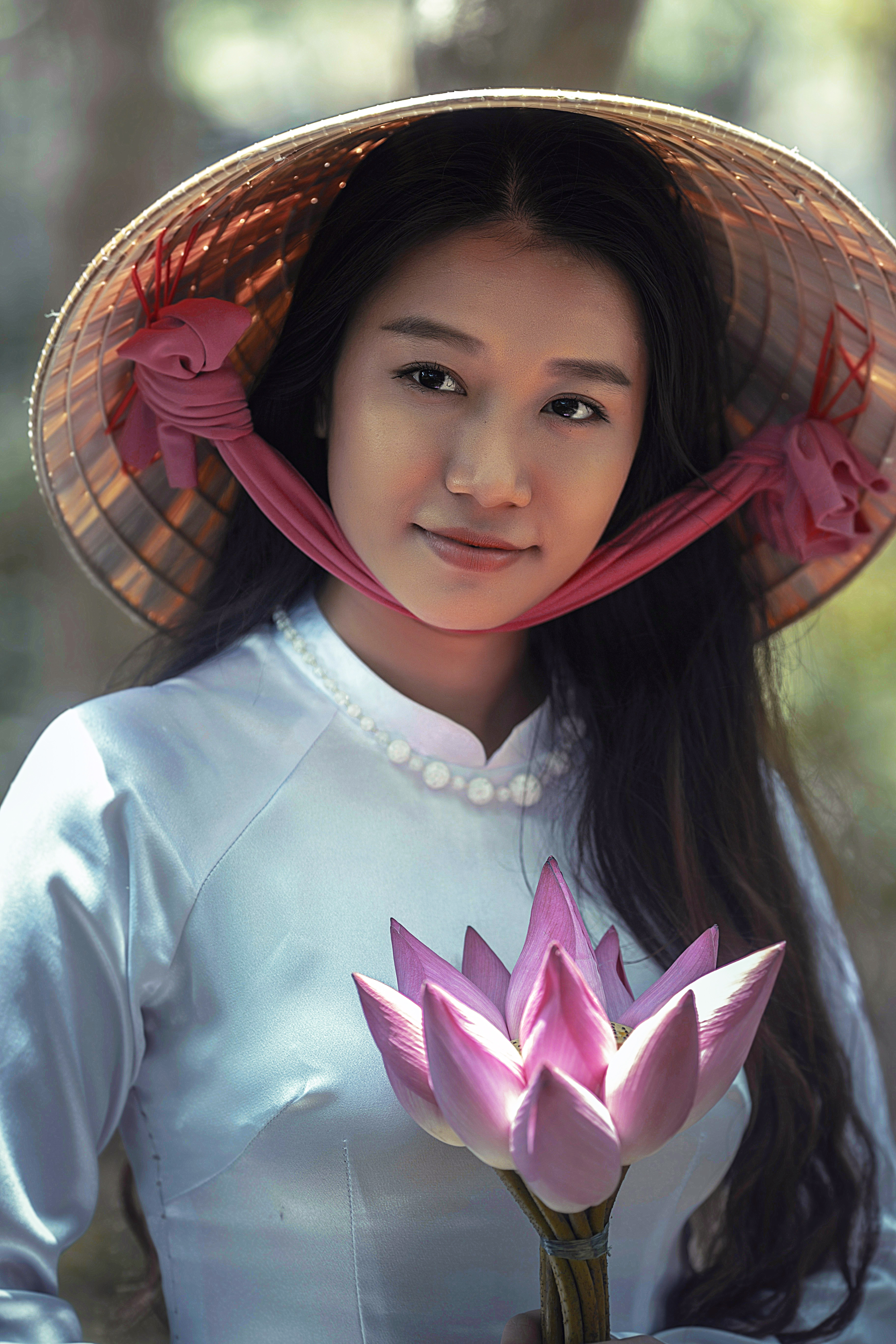
De Vietnamese nón tơi.

Aziatische conische hoed of Aziatische kegelhoed, ook wel bekend in het Nederlands als punthoed, Chinese hoed, rieten hoed of koeliehoed, is een eenvoudige conische hoed die vaak wordt gedragen om de drager te beschermen tegen zon en regen. De hoeden worden veel gedragen in China, Vietnam, Korea, Japan, Filipijnen, Indonesië, Maleisië, Thailand, Cambodja, Laos, Myanmar, Bangladesh, India, Nepal, en Bhutan. De hoed wordt op zijn plaats gehouden met een doek, een kinband, een geïntegreerde hoofdband of een combinatie.

## Regionale namen
| Land        | Naam in inheemse taal | Transliteratie |
| ----------- | --------------------- | -------------- |
| Bangladesh  | মাথাল                   | Mathal         |
| Cambodia    | ដួន                    | Do'un          |
| China       | 斗笠                  | Dǒulì          |
| India       | জাপি                    | Jaapi          |
| Indonesia   | Caping, Seraung       |                |
| Japan       | 笠                    | Kasa           |
| Korea       | 삿갓                  | Satgat         |
| Laos        | ກຸບ                    | Koup           |
| Malaysia    | تريندق                | Terendak       |
| Myanmar     | ခမောက်                   | Khamauk        |
| Philippines | ᜐᜎᜃᜓᜆ᜔                  | Salakót        |
| Thailand    | งอบ                   | Ngop           |
| Vietnam     | Nón tơi, Nón chằm lá  |                |

## Gebruik
Aziatische conische of kegelvormige hoeden worden in heel Oost-Azië voornamelijk gebruikt als bescherming tegen de zon en regen. Wanneer ze van stro of andere gevlochten materialen zijn gemaakt, kunnen ze in water worden gedoopt en dienen als een geïmproviseerd verkoelingssysteem.

### China
In China werd de kegelvormige hoed meestal geassocieerd met boeren, terwijl mandarijnen strakkere, ronde mutsen droegen, vooral in de winter. Tijdens de Qing-dynastie werden verschillende soorten kegelvormige hoeden gedragen.

### Japan
In Oost-Azië, en met name in Japan, werd de kasa ook gezien als een boeddhistisch symbool, omdat deze traditioneel werd gedragen door pelgrims en boeddhistische monniken die aalmoezen verzamelden. Stevigere varianten, soms zelfs van metaal, bekend als jingasa (strijd-kasa), werden gedragen door samoerai en ashigaru (voetsoldaten) als helm.

### Filipijnen

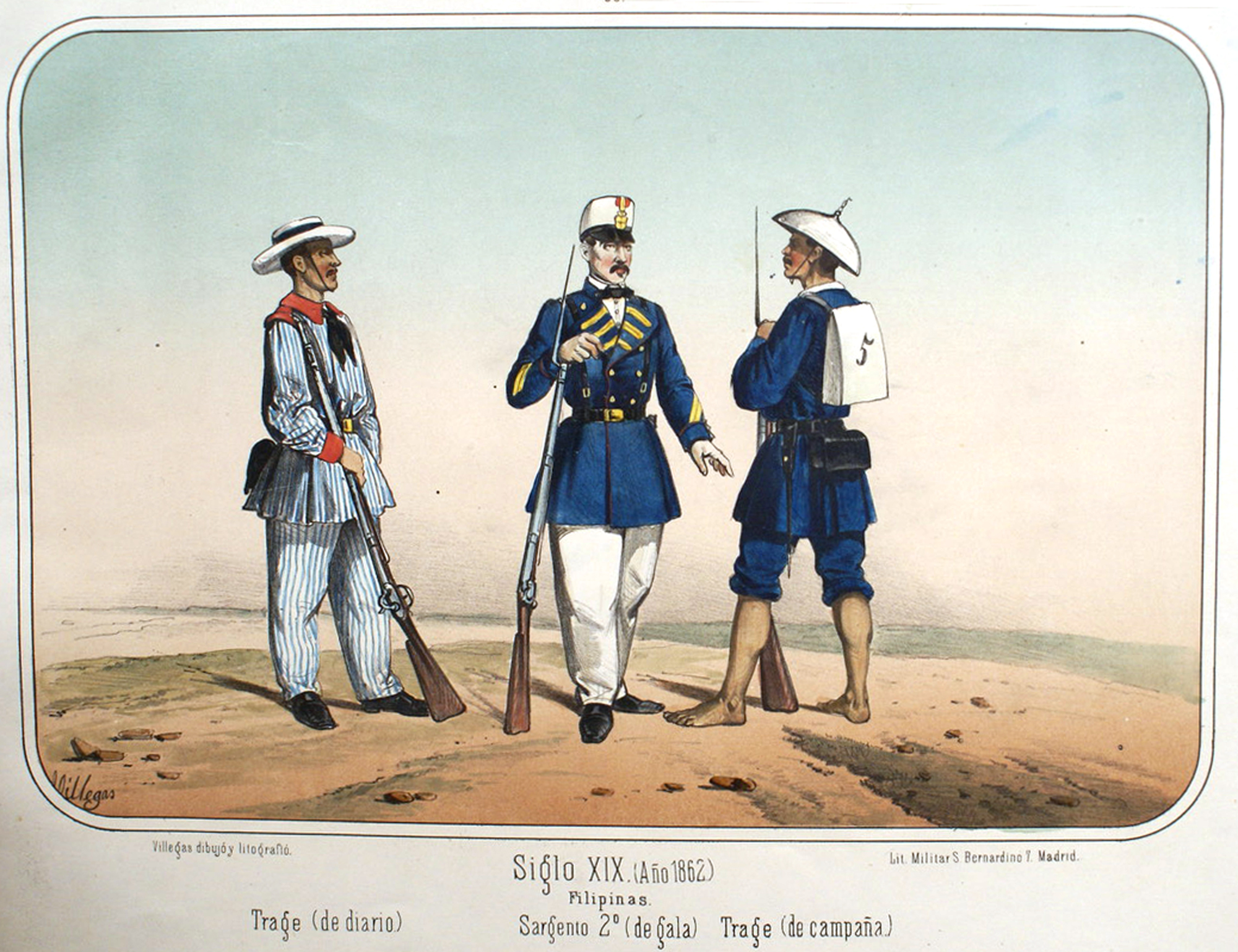
Afbeelding toont de Spaanse uniformen van soldaten gestationeerd in de Filipijnen in 1862. Hierin wordt de Sakalót gedragen als deel van de Traje de campaña (Velduniform). Deze is later verandert in de tropenhelm in Brits-Indië.

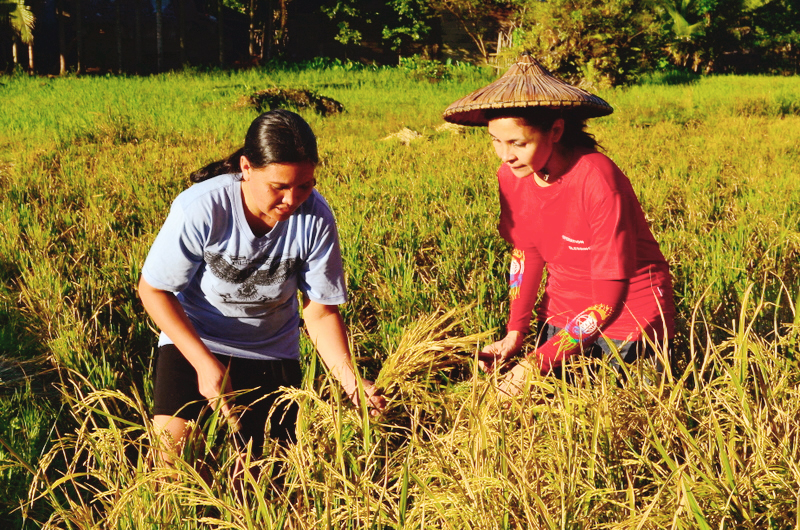
Filipijnse boerin draagt een salakót.

Op de Filipijnen heeft de salakót meestal een puntige koepelvorm in plaats van een strikt conische vorm. Vaak heeft hij een spits of een knophouder aan de bovenkant. In tegenstelling tot de meeste andere Aziatische conische hoeden, heeft de salakót een binnenband voor het hoofd, naast een kinriem.
De hoed kan worden gemaakt van verschillende materialen, waaronder bamboe, rotan, kalebas, stro, nypabladeren, pandanbladeren, enz. De eenvoudige variant werd meestal door boeren gedragen, terwijl edelen in de prekoloniale periode (en later de principalia tijdens de Spaanse overheersing) sierlijke versies vervaardigden bezet met edelstenen, kostbare edelmetalen of schildpad. Deze hoeden werden beschouwd als erfstukken die van generatie op generatie werden doorgegeven.
De salakót werd ook vaak gedragen door inheemse soldaten in het Spaanse koloniale leger. In de vroege 18e eeuw werd hij overgenomen door Spaanse troepen als onderdeel van hun velduniform. Zo werd de salakót de rechtstreekse voorloper van de tropenhelm; deze wordt nog steeds "salacot" of "salacco" genoemd in respectievelijk het Frans en het Spaans.

### Vietnam
In Vietnam staat de nón lá "bladhoed" ook bekend als: nón tơi "hoeden"; nón gạo "rijsthoed"; nón dang "kegelhoed" of nón trúc "bamboehoed". Hij heeft een perfecte kegelvorm die geleidelijk toeloopt van de basis naar de top.
Speciale nón lá-hoeden in Vietnam bevatten kleurrijke, met de hand geborduurde versieringen of inscripties. De Huế-varianten staan bekend om hun nón bài thơ "gedichtenhoed" en bevatten willekeurige poëtische verzen en Chinese karakters (Chữ Nho), die zichtbaar worden wanneer men de hoed tegen het zonlicht houdt. Tegenwoordig maken deze hoeden deel uit van de nationale klederdracht van Vietnam.

### Andere regio’s
In India, Bangladesh en Borneo werd de eenvoudige kegelhoed gedragen door gewone mensen tijdens hun dagelijkse werkzaamheden, terwijl kleurrijkere varianten werden gebruikt voor festiviteiten.
In Sabah (Maleisië) wordt de kleurrijke kegelhoed gedragen bij bepaalde dansen, terwijl hij in Assam (India) vaak als decoratie in huizen wordt opgehangen of door de hogere klassen op speciale gelegenheden wordt gedragen.

## Galerij
| - Een decoratieve Assamese jaapi (জাপি) vervaardigd uit bamboe. - Een boer in Bangladesh draagt een mathal (মাথাল). - Een selectie van conische hoeden, waaronder dǒulì (斗笠), in Hainan, China. - nón tơi als Souvenirs voor toeristen in Vietnam. - Een rijstboer in Noord-Cambodja draagt een do'un (ដួន). - Conische hoeden van de Dusun (inheems volk in Maleisië).                                                 |
| - Een met zilver ingelegde Filipijnse salakót. - Een Koreaanse man in traditionele rouwkleding en satgat (삿갓). - Een vrouw maakt (nón tơi) in Huế, Vietnam - Drie Sama-Bajau-vrouwen dragen saruk in Jolo (Sulu), de Filipijnen. Omstreeks 1900. - Een Filipijnse salakót vervaardigd uit een schildpadschild en ingelegd met zilver, opgehangen als decoratie. - Een Filipijnse salakót opgehangen als decoratie. |